# Ешелон (транспортний)

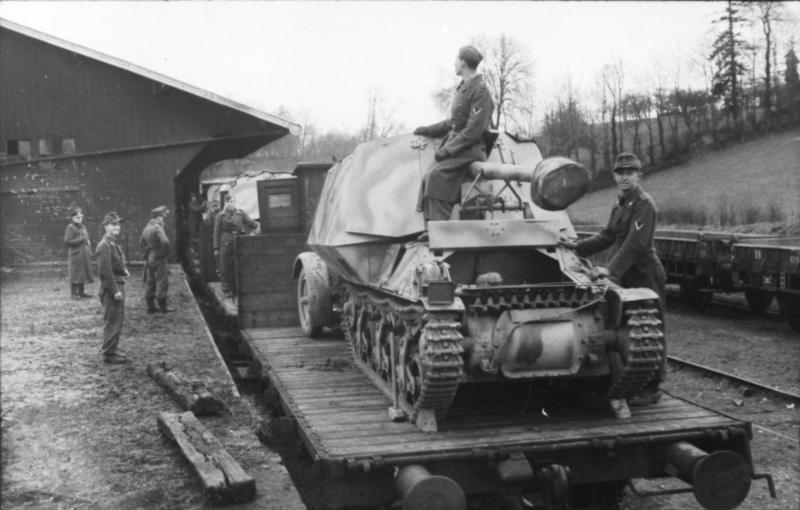
Завантаження військової техніки на залізничний транспорт. На передньому плані — САУ «Мардер» I. Окупована Франція. 1943

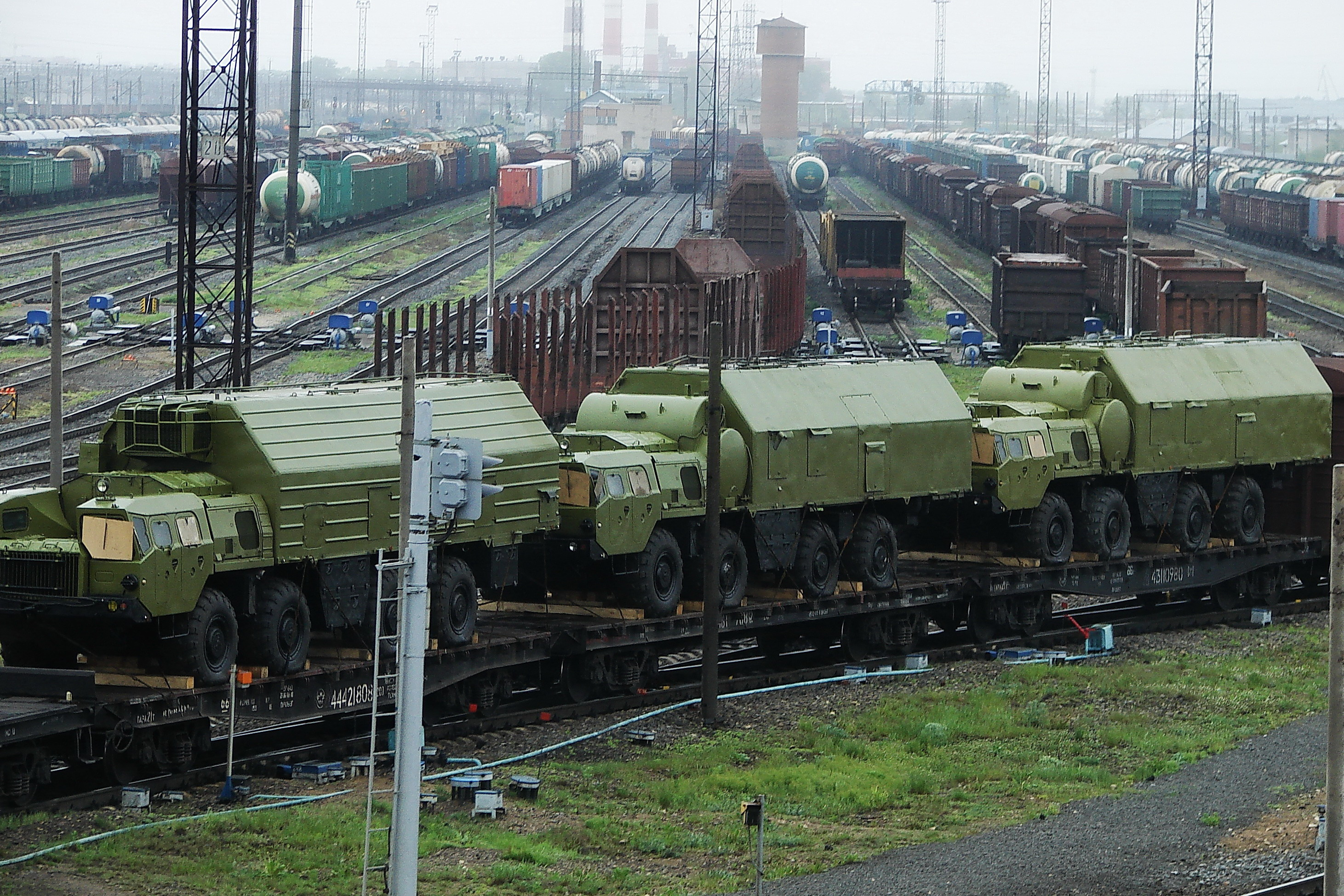
Військовий ешелон на перевезенні зенітно-ракетного комплексу С-300. Росія. 2009

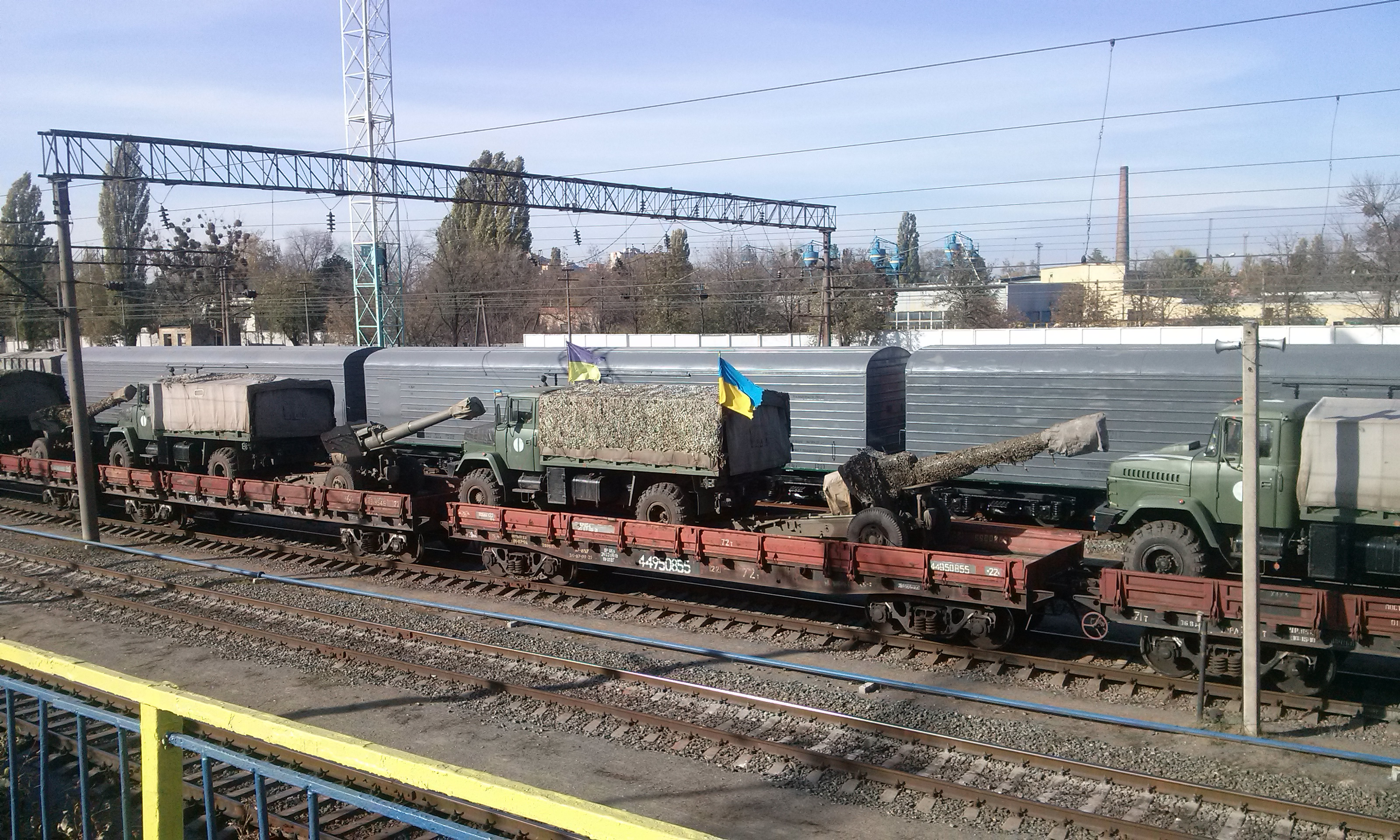
Військовий ешелон ЗСУ з гаубицями Д-20, жовтень 2016

Ешело́н (тра́нспортний) — умовна одиниця перевезень (перекидань) військ при їхніх перевезеннях залізницею, водним транспортом і при перекиданнях повітрям.
Ешелоном може називатися залізничний потяг (найчастіше), автоколона, група літаків, надводних кораблів.
В залежності від кількості військ та вантажів, що перевозяться, військовий транспортний ешелон може включати від одного вагону до повного складу залізничного потягу, що вирушає в одному напрямку, або від окремого до усіх можливих приміщень на судні, що здійснює перевезення. При невеликій чисельності особового складу військового формування, що перевозиться, в одному потягу (на судні) може прямувати декілька військових ешелонів.
Для перевезення військ повітряним транспортом комплектуються військові команди.
Орган керівництва військовими перевезеннями, котрий планує перевезення, кожному військовому транспортному ешелону привласнює особистий номер, який зберігається за ним від місця формування до пункту призначення. Розрахунки на транспортний ешелон здійснюються штабами військових частин (з'єднань), що підлягають перевезенню разом з органами керівництва військовими перевезеннями.